# Mangel Gyöngyi
Mangel Gyöngyi Klára (Budapest, 1950. január 23. – 2023. január 19.) magyar biológus, újságíró, szerkesztő, riporter, zöld aktivista.

## Életpályája
1971–1984 között a Dohány Utcai Kisegítő Iskola gyógypedagógusa; biológiát, kémiát és fizikát tanított; majd igazgató-helyettes (1981–1984) volt. 1973-ban végzett a Bárczi Gusztáv Gyógypedagógiai Főiskola hallgatójaként. 1978-ban a szegedi Juhász Gyula Tanárképző Főiskola diákjaként végzett. 1981-ben elvégezte a József Attila Tudományegyetem biológia szakát is. 1983–1984 között általános iskolában volt tanár. 1983-ban a Marxizmus-Leninizmus Esti Egyetem szociológia szakán végzett. 1984–1990 között az Országos Frédéric Joliot-Curie Sugárbiológiai és Sugáregészségügyi Kutató Intézetben tudományos munkatárs volt. 1985-ben a Budapesti Műszaki Egyetem Mérnöki Továbbképzőjében izotóptechnikát tanult. 1988–1990 között a Tudományos Dolgozók Demokratikus Szakszervezete (TDDSZ) alapító országos választmányi tagja, a környezetvédelmi csoport vezetője volt. 1989–1990 között a Magyarországi Zöld Párt választmányi tagja volt. 1990-től a zöld mozgalmak résztvevője volt. 1990–1991 között a Közép- és Kelet-európai Regionális Környezetvédelmi Központ munkatársa volt. 1992-től a Rádióban dolgozott; környezetvédelmi és belpolitikai műsorok (Oxigén, Krónika, Vasárnapi újság, Kék bolygó, Zöldövezet) szerkesztő-riportere volt. 1995-ben az USA-ban környezetvédelmi újságíró ösztöndíjas volt. 2000 óta Érden élt. 2007-től az Ökoműhely felelős szerkesztője volt. 

## Családja
Szülei: Mangel János és Létz Klára voltak. Elvált. Két gyermeke született: Pusztai Noémi (1969–) és Pusztai Gábor (1971–).
Temetése a Farkasréti temetőben történt.

## Díjai
- A Magyar Rádió Nívódíja (1993, 2000, 2006)
- Elismerő oklevél: Nemzetközi természetfilm fesztivál (Párizs, 1995)
- Zöld Toll díj (2007)[6]
- A “Kétmilliomodik hektár magyar erdő” emlékérem – Országos Erdészeti Egyesület (2008)
- Média a biokultúráért díj – Biokultúra Szövetség (2011)
- Elismerő Oklevél az MTVA Kossuth Rádió társadalom-ökológiai témákat feldolgozó, kimagasló színvonalú újságírói, szerkesztő – műsorvezetői tevékenységéért – a vidékfejlesztési minisztertől (2012)
- Zöld Civil Emlékdíj (posztumusz, 2023)[7]